# Эски-Юрт
Эски́-Юрт (крымскотат. Eski Yurt, укр. Ескі-Юрт) — поселение в Юго-Западном Крыму, в новое время — упразднённое впоследствии село  Подгородное, ныне исторический район в западной части города Бахчисарая. Название переводится с крымскотатарского как «старое селение» либо «старая ставка».

## История селения

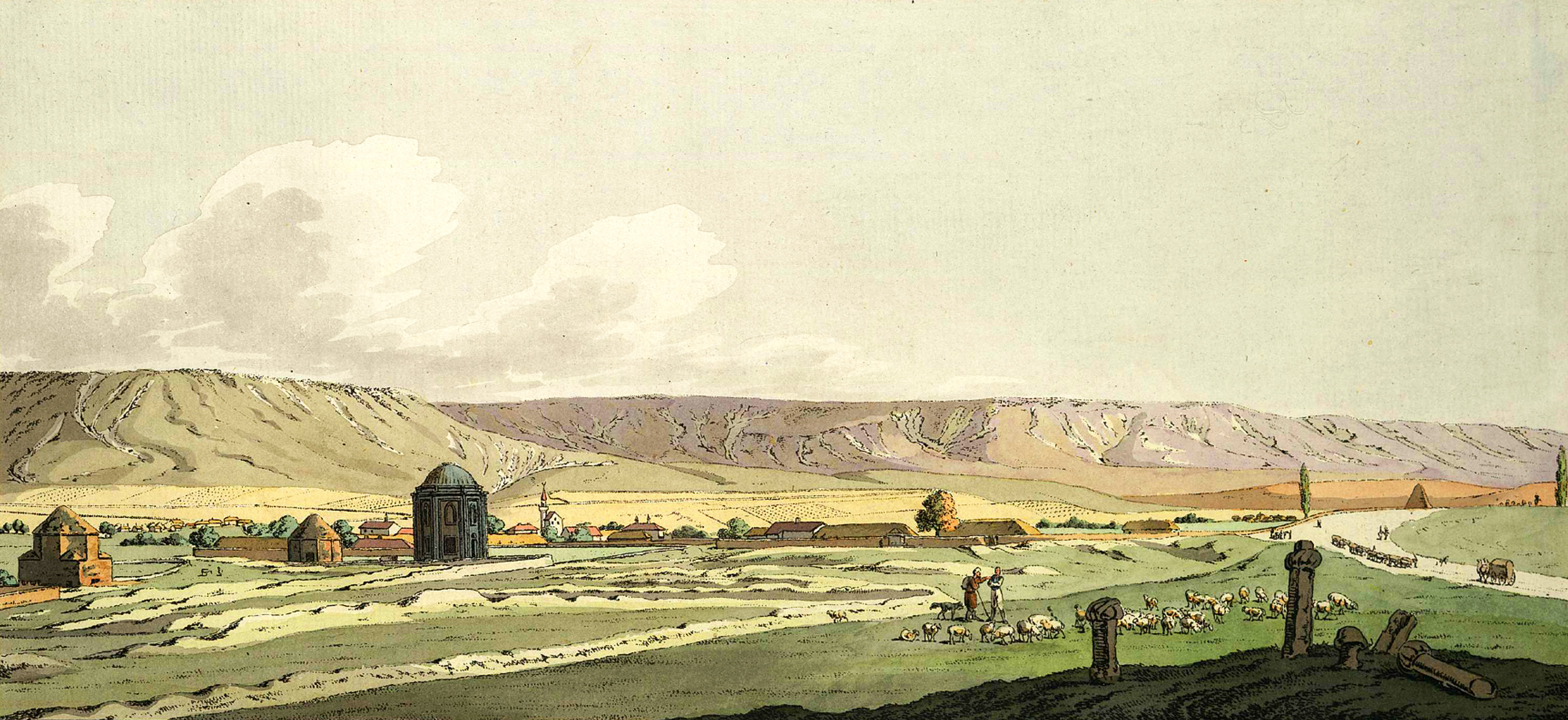
Эски-Юрт в 1793 г., рис. П. С. Палласа

В эпоху Золотой Орды Эски-Юрт имел характер крупного, возможно, городского поселения, расположенного на торговом пути от портов Херсона и Каламиты к внутренним областям Крымского полуострова. О значительном размере поселения свидетельствовали масштабы крупнейшего и древнейшего в западной половине Крыма мусульманского кладбища Кырк-Азизлер (XIV—XV вв.), располагавшегося в 1 км к северо-западу от города (ныне полностью уничтожено, но оставшиеся два десятка могил перевезены в Бахчисарайский музей). Поселение сохраняло своё значение и в ранний период истории Крымского ханства, сформировавшегося как независимое государство в 1441 году. Возможно, наряду с расположенной неподалёку крепостью Кырк-Ер оно использовалось как ставка первых крымских ханов после перенесения ханской столицы из восточной части полуострова (город Солхат) в западную.
Впоследствии, после основания в 1532 году Бахчисарая, селение потеряло свой прежний экономический и административный статус (после чего, вероятно, и было названо «старым селением» либо «старой ставкой»; первоначальное название неизвестно). Тем не менее, вплоть до начала XX века Эски-Юрт сохранял значение одного из важных центров мусульманского культа в Крыму благодаря наличию здесь мусульманской святыни: Азиза Малик-Аштера

## Азиз Малик-Аштера в Эски-Юрте
В центральной части Эски-Юрта был расположен Азиз Малик-Аштера (не путать с кладбищем Кырк-Азизлер («Сорок святых»), расположенным вдали от селения): большое кладбище, центром которого считалась символическая могила («азиз») Малика Аштера эн-Нахаи (618—657), сподвижника и военачальника халифа Али. Малик-Аштер — историческая фигура, похоронен в городе Эль-Арише в Египте; символические захоронения, приписываемые его имени, находятся также в городах Мардж (Египет) и Диярбакыр (Турция). В преданиях крымских татар Малик-Аштер выступал как драконоборец, воитель, первый распространитель ислама в землях Золотой Орды и Крыма, погибший в битве с великаном на берегах Днестра и умерший от ран в Эски-Юрте. Согласно тем же преданиям, его могила в Эски-Юрте чудесным образом открылась суфиям ордена Накшбанди (вариант: ордена Мевлеви), которые и основали обитель (текие) при его могиле. Крымские татары считали, что молитвы на азизе Малик-Аштера способны приносить исцеление от змеиных укусов.
Суфийская обитель при азизе стала значимым культовым центром, окруженным большим кладбищем с сотнями захоронений в грунтовых могилах, подземных склепах и наземных мавзолеях. Тут же находилась мечеть (перестроена в 1914 г., разрушена в 1955 г.); она же — текие, где община суфиев проводила свои специальные ритуалы («зикр», круговой танец). Как сообщают письменные источники, на кладбище близ азиза хоронили высшую знать, а также некоторых представителей ханской династии Гераев.
Культовый центр на Азизе, посещаемый множеством паломников, существовал до 1920-х годов. По данным всесоюзной переписи населения 1939 года в селе проживало 916 человек.

## Современное состояние
В 1948 году, после депортации крымских татар, село Эски-Юрт было переименовано в Подгороднее. Впоследствии оба села были включены в городскую черту Бахчисарая. Пустыри, скрывавшие под собой руины средневекового поселения, были в большинстве использованы под одноэтажную застройку, на площадке Азиза в 1980-х годах возник стихийный рынок. Памятники архитектуры (четыре мавзолея XIV—XVI веков) в 1963 году взяты на государственный учет.
С началом репатриации крымскотатарского населения неоднократно поднимался вопрос о переносе стихийного рынка с территории мусульманского кладбища Азиза. Крымскотатарскими общественными организациями предлагались различные варианты использования территории. В 2004 году Бахчисарайским государственным историко-культурным заповедником был разработан проект создания государственного музея на базе сохранившихся историко-архитектурных памятников. В 2006 году рынок был перенесен на новое место, в настоящее время ведется подготовка к масштабному археологическому исследованию и музеефикации памятников Азиза и прилегающей к ним территории.

## Достопримечательности
- Мавзолей Бей-Юде-Султан, матери Мухаммед-Шах-бея или Дюрбе Мухамед-Шах-бея-Бен-Юде-Султан (XIV—XV века).
- Мавзолей Ахмед-бея — здание XIV—XV веков (название условное — по имени с найденного поблизости надгробия XVI века).
- Мавзолей Мехмед-бея, XVI век.
- Мавзолей Мехмеда II Герая — ханская фамильная усыпальница, в которой, согласно письменным источникам, были погребены три крымских хана: Мехмед II Герай (ум. 1584), Саадет II Герай (ум. 1588), Мехмед III Герай (ум. 1629).
- Малый минарет (ошибочно называемый также минбером), XV—XVII века.